# Бейнс, Гертруда
Гертруда Бейнс (англ. Gertrude Baines; 6 апреля 1894 — 11 сентября 2009) — американская долгожительница, со 2 января 2009 года, после смерти португалки Марии де Жезуш, до своей смерти 11 сентября 2009 года, по мнению некоторых авторитетных СМИ и фондов долгожителей была старейшим из живущих людей в возрасте 115 лет.

## Биография
Гертруда Бейнс родилась 6 апреля 1894 года в городе Шеллмен штата Джорджия, США. В очень юном возрасте вышла замуж за Сэма Конли. В 1909 году у них родилась дочь Анабель, которая в 18 лет умерла от тифа.
Последние годы Бейнс находилась в доме престарелых в Лос-Анджелесе. До 105 лет она жила у себя дома.
Бейнс, дочь освобождённых рабов, на выборах президента США 2008 голосовала за Барака Обаму. До этого она голосовала лишь единожды, за Джона Кеннеди.
11 ноября 2008 года Гертруда Бейнс стала старейшим когда-либо родившимся человеком в Джорджии, спустя 15 дней она стала старейшей живущей американкой. 2 января 2009 года, после смерти предыдущей рекордсменки, Гертруда стала старейшим человеком на Земле с подтверждённым возрастом.
Гертруда Бейнс скончалась в больнице 11 сентября 2009 года в возрасте 115 лет и 158 дней, став при этом одной из 16 самых старых людей, которые когда-либо жили на Земле. По заявлению врачей, причиной смерти стали осложнения, связанные с перенесённым сердечным приступом. После смерти Бейнс самой пожилой землянкой стала 114-летняя японка Кама Тинэн, скончавшаяся 2 мая 2010 года на острове Окинава в возрасте 114-ти лет и 357 дней.